# Chiari
Para la enfermedad neurológica, véase Malformación de Chiari.
Chiari es una localidad italiana de la provincia de Brescia, en la región de Lombardía.

## Personas notables
- Lento Goffi, poeta, crítico literario y periodista (1923-2008)

## Evolución demográfica
| Gráfica de evolución demográfica de Chiari entre 1861 y 2019 |
|                                                              |
| Fuente ISTAT - elaboración gráfica de Wikipedia              |

- Wikimedia Commons alberga una categoría multimedia sobre Chiari.

- Datos: Q103999
- Multimedia: Chiari (comune, Italy) / Q103999

1. ↑  Worldpostalcodes.org, código postal n.º 25032.
2. ↑  «Codici Catastali». Comuni-italiani.it (en italiano). Consultado el 29 de abril de 2017.